# Quintus Pomponius Rufus
Quintus Pomponius Rufus est un sénateur romain des Ier et IIe siècles, consul suffect en 95.

## Biographie
Pomponius Rufus est peut-être originaire de Tarraconaise, où il est praefectus orae maritimae, ainsi qu'en Narbonnaise, pour le compte de Galba lors de l'année des quatre empereurs,,.
Il accède au Sénat sous Galba en 68/69 ou sous Vespasien en 73/74. L'empereur Vespasien fait de lui le iuridicum provinciae Hispaniae Citerioris. Il est aussi sodalis Flavialis.
Il est ensuite légat d'une légion romaine, peut-être la legio V Alaudae, puis est gouverneur (légat d'Auguste propréteur) de Dalmatie en 94. Il est consul suffect en 95 puis est responsable des travaux publics.
Sous Trajan, il est gouverneur (légat d'Auguste propréteur) en Mésie inférieure en l’an 99 sûr, et probablement pour un mandat de 97/98 à 100,. Manius Laberius Maximus lui succède à la tête de la province, Lucius Iulius Marinus l'y ayant précédé.
Enfin, il est proconsul d'Afrique en 109/110 ou 110/111,.